# Henryk Wawrowski
Henryk Wawrowski (ur. 25 września 1949 w Szczecinie) – piłkarz polski grający na pozycji obrońcy; reprezentant Polski i medalista olimpijski.

## Życiorys
Wychowanek Arkonii Szczecin (1961–1970), zawodnik Gwardii Warszawa (1970–1971) i Pogoni Szczecin (1971–1979) oraz greckiego Iraklisu Saloniki (1979–1981), ponownie Arkonii (1981–1982 i 1983) i duńskiego Esbjerg fB (1982–1983). W Gwardii Warszawa w 2 sezonach ligowych (1971–1972) rozegrał 22 mecze strzelając 3 bramki. 27-krotny reprezentant Polski (25 A + 2) zadebiutował w drużynie narodowej w meczu z Kanadą (1974) a kończył reprezentacyjny staż w spotkaniu z Bułgarią (1978). Był olimpijczykiem, zdobywcą srebrnego medalu na olimpiadzie w Montrealu 1976. Uznanie u Kazimierza Górskiego zdobył agresywnością w grze na całym boisku i umiejętnością oraz pasją i zdolnością w wykonywaniu powierzonych „zadań specjalnych” (np. pokrycie wyznaczonego przeciwnika).
Mistrz Sportu, odznaczony m.in. srebrnym Medalem za Wybitne Osiągnięcia Sportowe i Złotym Krzyżem Zasługi. Obecnie jest trenerem drużyny trampkarzy w swoim macierzystym klubie – KS Arkonia, a także wiceprezesem Zachodniopomorskiego Związku Piłki Nożnej ds. szkolenia.